# かにた婦人の村
かにた婦人の村（かにたふじんのむら）は、千葉県館山市にある女性長期入所施設。日本で唯一、全国の都道府県から入所を受けられる女性自立支援施設である。

## 施設
千葉県館山市大賀594の旧海軍砲台跡に位置する。名は近くを流れる蟹田川にちなむ。敷地面積は2,187平方メートルで、8つの棟や作業場、家畜小屋などが開設から58年の間に建てられたが、2024年11月末に耐震改築整備工事を竣工し、古い建物の多くが解体撤去され、新しい日中活動の場を建設する計画がある。定員は2024年時点で８０人である。
丘の上には、従軍慰安婦経験のあった入所者城田すず子（仮名）の願いで1985年に木柱の鎮魂碑として建てられ、1986年に石に改められた、”噫々従軍慰安婦”と彫られた碑が建てられている。
2025年1月時点で20代から90代までの様々な理由で自活が困難になった女性42人が入所している。
2012年度に厚生労働省が定める入所要綱が改定され、終生利用を目的とする施設ではなくなり、以降入所した女性の多くが、かにた婦人の村での生活を経て、再び地域で生きる意欲と力を取り戻し、地域生活移行を支援された。但し、初期に終生利用前提で入所し、かにた婦人の村での変わらない生活を希望する高齢の入所者は、居宅介護サービス等外部のサービスを利用しながら、かにた婦人の村の利用を継続している。
近年は、DV、家族からの虐待や性被害、などのために、PTSDや複雑性PTSDを抱えて、心身の健康の回復支援を要する比較的年齢の若い女性の入所が増えている。

## 歴史
1954年5月、牧師・深津文雄（1909年 - 2000年）が「ベテスダ奉仕女母の家」を設立する。1958年、東京に婦人保護施設いずみ寮を設立。1958年に売春防止法が成立すると、深津は厚生大臣を訪ね、元売春婦を対象としたコロニーの必要性を説いた。そして1965年、千葉県館山市にかにた婦人の村を設立した。